# Giacomo Filippo Penco
Giacomo Filippo Penco (1807 – Genova, 11 maggio 1854) è stato un imprenditore e politico italiano.

## Biografia
Tra i quattro fondatori della Gio. Ansaldo & C., fu Deputato del Regno di Sardegna per le prime tre legislature, eletto nel collegio di Genova V.